# HD 189733 b
HD 189733 b és un planeta extrasolar aproximadament a 63 anys llum de la constel·lació de Vulpecula. Va ser descobert orbitant l'estrella HD 189733 el 5 d'octubre del 2005, quan els astrònoms van observar el trànsit del planeta a través de l'estrella. El planeta va ser classificat com un Júpiter calent i planeta jovià. Va ser el primer planeta extrasolar a ser cartografiat i el primer del seu tipus amb diòxid de carboni en la seva atmosfera.
La massa d'aquest planeta s'estima que és un 13% més grossa que la de Júpiter. El març de 2010 es va detectar evaporació i, per tant, aigua, en la seva atmosfera a una taxa d'1-100 gigagrams per segon. Aquest planeta és el segon després de HD 209458 b en el qual s'hi ha detectat evaporació.